# Селиште (Кутина)
Селиште (до 1991. године Српско Селиште) је насељено мјесто у граду Кутини, у Мославини, Република Хрватска.

## Становништво
На попису становништва 2011. године, Селиште је имало 282 становника.
| Националност       | 1991. | 1981. | 1971. | 1961. |
| Срби               | 231   | 165   | 248   | 356   |
| Хрвати             | 65    | 58    | 57    | 130   |
| Југословени        | 11    | 100   | 49    | 15    |
| Словенци           |       |       |       | 1     |
| Македонци          |       |       | 1     |       |
| Мађари             |       | 1     |       |       |
| остали и непознато | 20    | 11    | 5     | 4     |
| Укупно             | 327   | 335   | 360   | 506   |

| Демографија (Српско Селиште) (Српско Селиште) (Српско Селиште) (Српско Селиште) (Српско Селиште) (Српско Селиште) | Демографија (Српско Селиште) (Српско Селиште) (Српско Селиште) (Српско Селиште) (Српско Селиште) (Српско Селиште) | Демографија (Српско Селиште) (Српско Селиште) (Српско Селиште) (Српско Селиште) (Српско Селиште) (Српско Селиште) |
| Година | Становника | Становника |
| --- | --- | --- |
| 1948. | 615 | |
| 1953. | 581 | |
| 1961. | 506 | |
| 1971. | 360 | |
| 1981. | 335 | |
| 1991. | 327 | |
| 2001. | 297 | |

## Попис 1991.
На попису становништва 1991. године, насељено место Српско Селиште је имало 327 становника, следећег националног састава:
| Попис 1991.‍  | Попис 1991.‍  | Попис 1991.‍ | Попис 1991.‍ | Попис 1991.‍ |
| ------------ | ------------ | ----------- | ----------- | ----------- |
|              |              |             |             |             |
| Срби         | Срби         |             | 231         | 70,64%      |
| Хрвати       | Хрвати       |             | 65          | 19,87%      |
| Југословени  | Југословени  |             | 11          | 3,36%       |
| Муслимани    | Муслимани    |             | 2           | 0,61%       |
| Чеси         | Чеси         |             | 1           | 0,30%       |
| неопредељени | неопредељени |             | 7           | 2,14%       |
| непознато    | непознато    |             | 10          | 3,05%       |
| укупно: 327  |              |             |             |             |

## Презимена
- Гостовић, Срби